# Koziowa (gmina)
Koziowa – dawna gmina wiejska w powiecie stryjskim województwa stanisławowskiego II Rzeczypospolitej. Siedzibą gminy była Koziowa.
Gminę utworzono 1 sierpnia 1934 r. w ramach reformy na podstawie ustawy scaleniowej z dotychczasowych gmin wiejskich: Korostów, Koziowa, Orawa, Orawczyk, Pohar, Ryków i Tysowiec.
Pod okupacją zniesiona i przekształcona w gminę Orawa.
Zobacz też: gmina Kozowa